# کیهان‌شناسی ناهمگن
یک کیهان‌شناسی ناهمگن نظریه‌ای فیزیکی است که بر خلاف مدل پذیرفته‌شده تطبیق کیهان‌شناختی، فرض را براین می‌نهد که ناهمگنی در توزیع ماده در سراسر جهان، روی نیروهای گرانشی محلی (یعنی در مقیاس کهکشانی) به اندازه‌ای تاثیر می‌گذارد که دید ما از جهان را معوج سازد. وقتی جهان آغاز شد، ماده به طور یکنواختی پراکنده شده بود اما در گذر میلیاردها سال کهکشان‌ها، خوشه‌های کهکشانی و ابرخوشه‌ها بوجود آمده‌اند که بنا بر نظریه نسبیت عام اینشتین می‌بایست فضازمان اطراف خود را خم کنند. مدل تطبیقی نیز این واقعیت را می‌پذیرد اما فرض را بر آن می‌گذارد که این ناهمگنی‌ها به اندازه‌ای نیستند که میانگین‌های گرانش در مقیاس‌های بزرگ رادر مشاهدات ما تحت تاثیر قرار دهد. وقتی که دو تحقیق مجزا در سالهای ۱۹۹۸و۱۹۹۹ ادعا نمودند که ابرنواخترهای با انتقال به سرخ بالا دورتر از آن هستند که محاسبات ما نشان می‌دهد، پیشنهاد داده‌شد که انبساط جهان شتابدار است و انرژی تاریک برای توضیح شتابدار بودن آن مطرح شد. از آن زمان تا کنون مفهوم انرژی تاریک مورد پذیرش عمومی قرار گرفته اما هنوز توضیحی برای آن نداریم. برخی دانمشندان نیز بر روی مدل‌هایی کار می‌کنند که نیازی به مفهوم انرژی  تاریک ندارد. کیهان‌شناسی ناهمگن در این دسته قرار می‌گیرد.
کیهان‌شناسی‌های ناهمگن فرض می‌کنند که واکنش‌های برگشت ساختارهای چگالتر و همچنین فضاهای پوج بسیار خالی به اندازه‌ای اهمیت دارند که اگر در نظر گرفته نشوند درک ما را از زمان و مشاهدات اجسام دور منحرف می‌سازند. به دنبال انتشار معادلات توماس بوشرت در سالهای ۱۹۹۷ و ۲۰۰۰، که از نسبیت عام مشتق شده بودند اما تغییرات گرانشی محلی را نیز شامل می‌شد؛ تعدادی مدل کیهان‌شناسی ارائه شد که در آنها شتابدار بودن انبساط جهان در حقیقت سوء تفسیر مشاهدات نجومی است و نیازی به انرژی تاریک برای توضیح آنها نیست.مثلاً در سال ۲۰۰۷ دیوید ویلتشایر مدلی پیشنهاد داد که در آن واکنش‌های برگشت باعث کندتر شدن زمان و یا تندتر شدن آن در فضاهای پوچ شده و در نتیجه باعث این توهم شده که ابرنواختر مشاهده‌شده در سال ۱۹۹۸ دورتر از آنچه بوده به نظر برسد.